# Ferdinand Emanuel Levison
Ferdinand Emanuel Levison, född den 9 november 1843 i Köpenhamn, död där den 27 juni 1907, var en dansk läkare och hygieniker. 
Levison blev candidatus medicinæ 1868 och doctor medicinæ 1873 på avhandlingen Om Fostervandet og den abnorme Forøgelse af dettes Mængde. Han var reservläkare vid Frederiks Hospital 1872–1875 och praktiserade därefter i Köpenhamn, där han 1887 blev kretsläkare. Levison kämpade ivrigt för införandet av likbränning i Danmark och nådde, efter att han 1881 hade grundat "Foreningen for Ligbrænding" och varit dess ordförande från 1884, internationell berömmelse i detta avseende, så att han blev hedersmedlem av ett stort antal liknande  föreningar utomlands. Han var borgerrepræsentant 1905–1907.